# Свети Никола (Орланци)
Вижте пояснителната страница за други значения на Свети Никола.
„Свети Никола“ (на македонска литературна норма: „Свети Никола“) е възрожденска църква в кичевското село Орланци, Северна Македония. Църквата е част от Кичевското архиерейско наместничество на Дебърско-Кичевската епархия на Македонската православна църква – Охридска архиепископия.
Църквата е гробищен храм, разположен между двете махали на селото. Изградена е в 1872 година. В 1903 година е цялостно изгорена от турците. Обновена е в 1908 година в нейния предишен изглед. Иконостасът, който е пренесен от старата църква, е изработен в периода между 1882 и 1885 година.
По време на българското управление през Втората световна война от 1941 до 1944 година в църквата български поп е Гаврил Иванов.